# Euscirrhopterus disparilis
Euscirrhopterus poeyi là một loài bướm đêm trong họ Noctuidae.